# Perila křovitá
Perila křovitá (Perilla frutescens) je jednoletá léčivá rostlina z čeledi hluchavkovitých a jediný druh rodu perila. Pochází z jihovýchodní Asie a z indických pohoří. Tradičně se pěstuje na Korejském poloostrově, v jižní Číně, v Japonsku a v Indii.
Listy různých odrůd této jedlé byliny se silnou mátovou vůní používají místní obyvatelé jako zeleninu a jejich semena poskytují výživný olej pro vaření. V Japonsku se hojně pěstuje odrůda Perilla frutescens var. crispa, která jako shiso tvoří nejoblíbenější oblohu tamějších pokrmů. Používá se také jako protijed při alergii na krabí a rybí maso a k přibarvování pokrmů.

## Vzhled
Perila je velmi atraktivní, a proto se hodí jako okrasná rostlina na zahradu. Láká totiž spoustu motýlů. Svou stavbou připomíná kopřivu. Tato jednoletka s chlupatými stonky čtvercového průřezu vyrůstá do výše 60–90 cm. Její listy jsou sytě zelené, srdčité, 7–12 cm dlouhé a 5–8 cm široké, řapíkaté a pilově zubaté. V pozdním létě se na konci stonku vytváří hroznovité květenství.

## Obsahové látky
V listech je éterický olej, jehož složení silně kolísá podle původu (obsahuje např. perillový aldehyd, myristicin a dillapiol, příjemně voňavý růžový furan, ve fialových varietách anthokyany, monoterpemglykosoidy a další perillosidy), deriváty kyseliny kávové, flavonoidy, v semenech mastný olej s kyselinou alfa-linolenovou (až 65%), linolovou (13 – 20%) a olejovou (4 – 22%). Z perillového aldehydu v éterickém oleji se získává perillartin, jenž je 2000x sladší než cukr a v Japonsku je povolen jako sladidlo pro určité výrobky. 

## Použití
V Evropě je tato rostlina známá především v homeopatických přípravcích. Podává se při dně vyvolané poruchou látkové výměny kyseliny močové. V čínské medicíně se používají listy perily k léčení nachlazení a bolestí hlavy, ale také jako koření, jež má zamaskovat zkaženou potravinu.
Výtažky z listů (z nichž je třeba odstranit perillový aldehyd) mají údajně antioxidační, protizánětlivé a antialergické účinky, také prý snižují krevní tlak. Ještě je ale třeba vše vědecky prozkoumat, než bude tento druh přijat do pokladnice evropských léčivých prostředků.
Používá se i perillový olej, získaný lisováním semen za studena. Má neobyčejně vysoký obsah kyseliny alfa-linolenové, což je omega3 mastná kyselina, kterou lidské tělo nedokáže samo vyrobit, ale musí ji přijímat v potravě. 

## Použití ve východní medicíně
Mnohem větší zdroj informací o této rostlině poskytují čínské herbáře, kde ji najdeme pod názvem Zisu nebo zhouzisu a nejčastěji používanou částí drogy jsou listy fialové barvy. Sbírají se za jasného dne od června do srpna v době před rozvinutím květů. Suší se na slunci, nebo se ještě čerstvé nakrájejí na 1 cm dlouhé kousky a ty se suší ve stínu na dobře větraném místě. Sběr se může provádět i na podzim, v období kolem „bílé rosy“.  Tehdy se sbírají i s lodyhou a po usušení ve stínu se z ní odeberou.
Ve starých zdrojích najdeme, že se listy upravovaly pražením nasucho v kotlíku nebo se pomalu opékaly a míchaly s medem.
Popis byliny dle tradiční čínské medicíny
- Chuť štiplavá (sladká).
- Povaha teplá (vyrovnaná, jang).
- Tropismus ke dráze sleziny a plic (žaludek, játra).

Účinky
- Otevírá povrch a rozptyluje chlad.
- Rozhýbává čchi a uvolňuje střed.
- Uklidňuje plod.
- Odstraňuje otravu z ryb a krabů.

Nejvíce využívaná je právě pro kombinaci účinků - rozptyluje chlad a rozhýbává čchi, pro ji lze použít při zahleněném kašli, tísni na hrudi, dušnosti a nevolnosti, způsobené stagnací čchi plic a sleziny. My bychom tyto příznaky dnes nazvali alergií, astmatem či chronickou bronchitidou. Klinické výzkumy toto potvrzují a podporují tvrzení použít perilu na tlumení příznaků senné rýmy, zvláště pak slzení, svědění oči a vodnaté rýmy.  Dobré výsledky přináší použití masti s obsahem perily na různé alergické ekzémy. Mast si můžete vyrobit i doma. Jako základ doporučuji použít vepřové sádlo nebo nerafinované bambucké máslo. 
Postup
- Rozehřejte sádlo v rendlíku na teplotu, při které byste smažili řízky a sundejte rendlík z ploténky.
- Nasypte sušenou perilu tak, aby byla komplet do sádla ponořená.
- Nechte 24 hodin při pokojové teplotě macerovat.
- Poté opět rozehřejte a přes plátno slijte macerát do připravené nádobky.
- Nechte ztuhnout a můžete používat.
- Pokud chcete jako základ použít bambucké máslo, tak je postup stejný, jen se máslo rozehřívá ve vodní lázni.
- Mast můžete doplnit o zklidňující měsíček a hojivý řepík.[7]

## Pěstování
Perila prospívá ve vlhké, ale propustné půdě obohacené kompostem. Semena se vysévají z jara, jakmile se půda prohřeje. První květenství se doporučuje vyštipovat, aby se podpořil hustší růst. Tato rostlina netrpí téměř žádnými škůdci.